# Diana Warwick, Baroness Warwick of Undercliffe

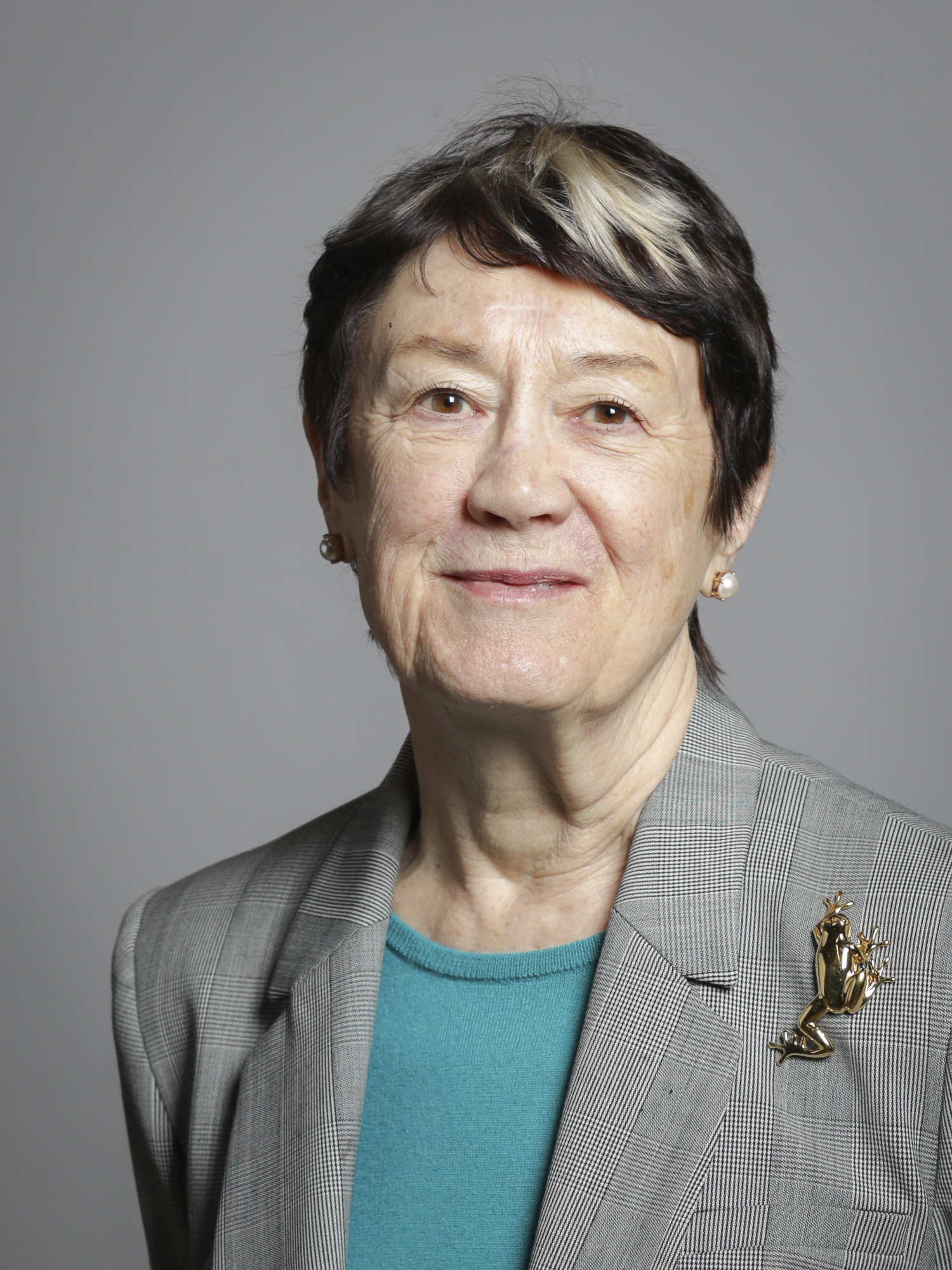
Diana Warwick, Baroness Warwick of Undercliffe

Diana Mary Warwick, Baroness Warwick of Undercliffe (* 16. Juli 1945) ist eine britische Gewerkschaftsfunktionärin und Politikerin der Labour Party sowie seit 1999 Mitglied des House of Lords.

## Leben
Diana Warwick wurde 1983 Nachfolgerin von Laurie Sapper als Generalsekretärin der Gewerkschaft der Hochschullehrer (Association of University Teachers) und bekleidete diese Funktion zehn Jahre lang bis zu ihrer Ablösung durch David Triesman 1993. Neben dieser Tätigkeit engagierte sie sich in dieser Zeit in zahlreichen weiteren Gremien und Institutionen und war unter anderem zwischen 1985 und 1995 Vorstandsmitglied des British Council sowie von 1987 bis 1999 als Mitglied des Beschäftigungsberufungsgerichts (Employment Appeal Tribunal) und zwischen 1987 und 1997 Mitglied des Vorstandes und des Rates der Industrial Society, die 2002 in The Work Foundation umbenannt wurde.
Zusätzlich war sie zwischen 1988 und 1995 Mitglied des Commonwealth Institute und dann von 1994 bis 1999 Mitglied des Nolan-Neil-Komitees für Standards im öffentlichen Leben. Des Weiteren war Diana Warwick von 1997 bis 2000 Mitglied der Lenkungsgruppe für Zukunftstechnologie (Technology Foresight Steering Group) des Office of Science and Technology (OST).
Am 10. Juli 1999 wurde sie als Baroness Warwick of Undercliffe, of Undercliffe in the County of West Yorkshire, zur Life Peeress erhoben. Sie wurde dadurch auf Lebenszeit Mitglied des House of Lords, in das sie am 15. Juli 1999 einführt wurde. Im House of Lords ist sie seit 1999 Mitglied der Interparlamentarischen Union, der Parlamentarischen Versammlung des Commonwealth of Nations sowie der Britisch-US-amerikanischen Parlamentariergruppe.
Des Weiteren engagiert sich Baroness Warwick in zahlreichen Gesellschaften und Institutionen und ist Vorsitzende der Human Tissue Authority, des Modern Records Centre der University of Warwick sowie Vorsitzende der Trustees des International Students House (ISH) in London. Ferner ist sie Vorstandsmitglied der Pensions Protection Agency, Mitglied des Rates des University College London (UCL) sowie Mitglied der Kommission für das Fulbright-Programm.
Sie war mit Sean Terence Bowes Young (1943–2021), Sohn des Regisseurs Terence Young, verheiratet.